# Valerio Moser

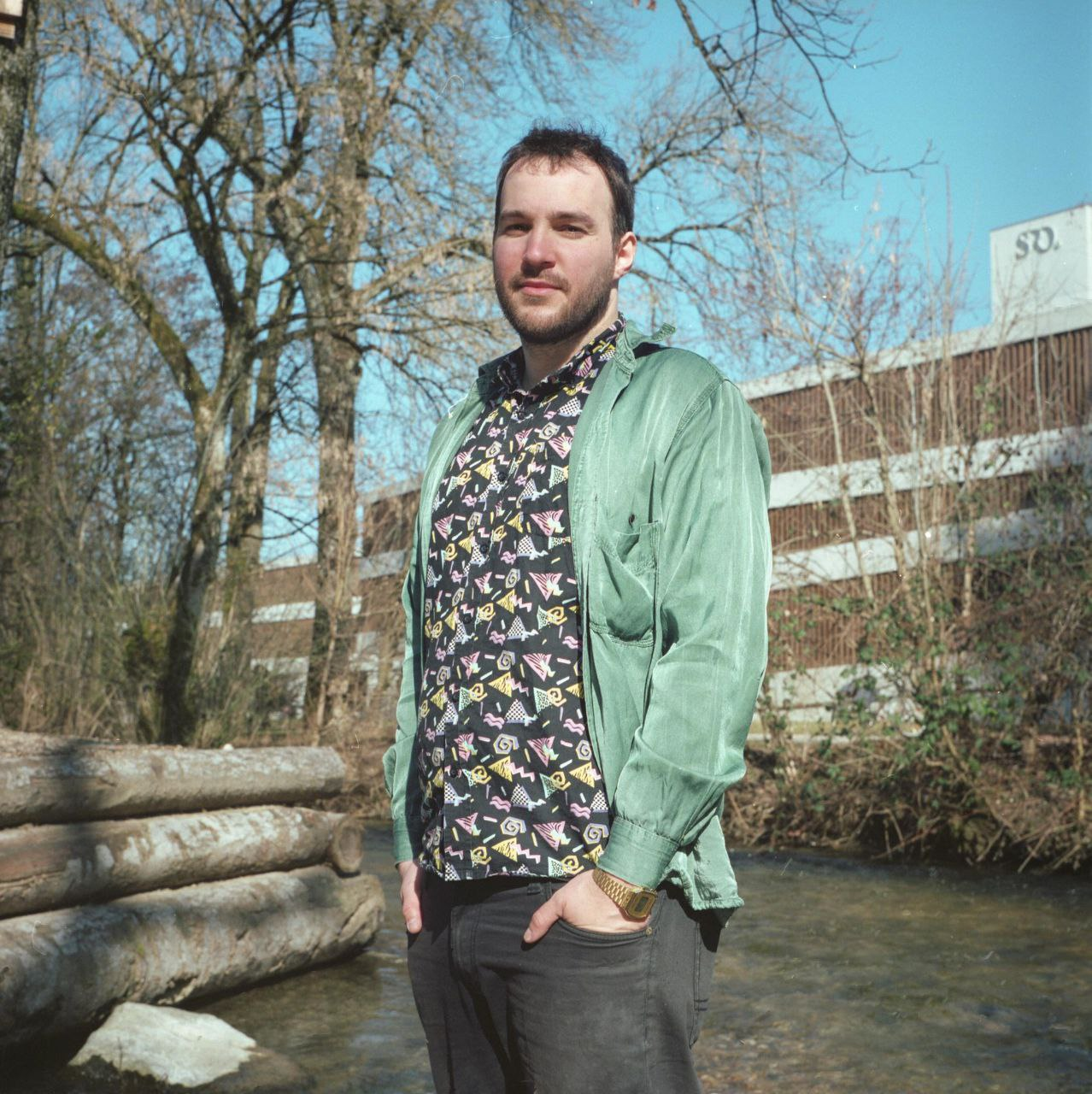
Valerio Moser (2021)

Valerio Moser (* 27. November 1988) ist ein Schweizer Slam-Poet, Kabarettist und Spokenword-Poet aus Langenthal.

## Leben
Valerio Moser wuchs in Langenthal auf. Nach seiner Lehre zum Informatiker arbeitete er von 2010 bis 2016 als Jugendarbeiter. Seit 2016 lebt er vollumfänglich von seiner Kunst.
Bereits 2006 nahm er an der Textstatt teil, einem Förderprogramm des Aargauer Literaturhauses.
Seit 2007 tritt Valerio Moser bei Poetry Slams auf.
2011 erhielt er den Kulturpreis der Stadt Langenthal.
2012 bildete er gemeinsam mit Manuel Diener das Duo Interrobang, mit welchem er 2013 in Bern, 2014 in Basel und 2024 in Winterthur die Poetry-Slam-Schweizermeisterschaften in der Kategorie Team, sowie 2015 in Augsburg und 2018 in Zürich die deutschsprachigen Poetry-Slam-Meisterschaften für sich entscheiden konnte.
2024 wurde er in Winterthur Schweizer Meister im Poetry Slam, nachdem er im Finalen stechen gegen Remo Zumstein gewonnen hatte.
Seit 2016 ist er gemeinsam mit Lukas Allemann mit der Band Moder und Sauerland unterwegs.
Seit 2008 veranstaltet er selbst auch Poetry Slams, wie den Chrämerslam im Chrämerhuus in Langenthal oder den Neubad Slam im Neubad in Luzern, wo er 2019 die Poetry Slam Schweizermeisterschaften mitveranstaltete.

## Auszeichnungen

### Einzelkünstler
- Kulturpreis der Stadt Langenthal, 2011[5][6]
- Power Point Karaoke Schweizermeister, 2014 und 2015[1][17]
- Kulturpreis des Kantons Bern mit dem Verein Spoken Word Biel, 2019[18]
- 2. Platz an den  Poetry Slam Schweizermeisterschaften in Bern, 2022[19]
- 1. Platz an den Poetry Slam Schweizer Meister:innenschaften in Winterthur, 2024[10]

### Interrobang
- 2. Platz am Kabarettcasting in Olten, 2013[20]
- 1. Platz an den Poetry Slam Schweizermeisterschaften in Bern, 2013[20]
- 1. Platz an den Poetry Slam Schweizermeisterschaften in Basel, 2014[20]
- 1. Platz an den deutschsprachigen Poetry Slam Meisterschaften in Augsburg, 2015[20]
- 1. Platz an den deutschsprachigen Poetry Slam Meisterschaften in Zürich, 2018[20][21][22]
- 1. Platz an den Poetry Slam Meister:innenschaften in Winterthur, 2024[10]

## Veröffentlichungen

### Schallplatten
- Glitzer für die Jammernden, Moder und Sauerland, 2017
- Tanz / Lazerliebe, Moder und Sauerland, 2019
- Moderpop, Moder und Sauerland, 2022

### Bücher
- Und was die Menschheit sonst noch so zu bieten hat, Edition Merkwürdig, 2021, ISBN 978-3-03853-113-5
- Ein Tablett voll glitzernder Snapshots, Edition Merkwürdig, 2023, ISBN 978-3-03853-132-6

### Beiträge in Anthologien
- Daniel Gaberell (Hrsg.): Oberaargauer Lesebuch. Herausgeber.ch, 2011, ISBN 978-3-905939-05-7
- Bas Böttcher, Wolf Hogekamp (Hrsg.): Die Poetry-Slam-Fibel: 20 Jahre Werkstatt der Sprache. Satyr-Verlag, 2014, ISBN 978-3-944035-38-3
- August Klar, Jann Wattjes (Hrsg.): Leude. Lektora, 2020, ISBN 978-3-95461-167-6
- Daniel Gaberell (Hrsg.): Langenthaler Kurzgeschichten. Herausgeber.ch, 2020, ISBN 978-3-905939-67-5